# Tomàs Costa i Fornaguera
Tomàs Costa i Fornaguera   (Calella, 6 de juny de 1831 - Tarragona, 9 d'octubre de 1911) fou un religiós català que exercí de bisbe de Lleida i d'arquebisbe de Tarragona. A la seva vila natal de Calella hi té dedicats una biblioteca popular i un carrer, en homenatge.

## Biografia
Nascut a Calella, al Maresme, el 6 de juny de 1831, va estudiar al Seminari de Girona i fou ordenat capellà el 7 de juny de 1857. Va restar al Seminari com a professor de llatí, retòrica i filosofia. El 1862 va obtenir el doctorat en Teologia a la Universitat de València. El mateix any rebé un càrrec de canonge lectoral a les Canàries i el 1874 passà a Cadis.

## Bisbe de Lleida
El 15 de setembre de 1875 fou elegit bisbe de Lleida, seu proveïda per la Restauració borbònica després de la seva vacant durant la Primera República Espanyola. Aquí destacà pel seu paper de conciliador entre els diferents bisbes catalans, d'opinions enfrontades davant dels esdeveniments de l'època.

## Arquebisbe de Tarragona
El 27 de maig de 1889 fou preconitzat a l'arquebisbat de Tarragona pel papa Lleó XIII. Des del seu setial hagué de fer front al carlisme estès entre la classe religiosa del país ensems que donà mostres de recel cap a les tendències catalanistes d'alguns membres del clergat, com en el cas de la publicació del Diccionari català-valencià-balear de Mossèn Antoni Maria Alcover. També li tocà de fer-se portaveu de l'església catalana davant dels fets de la Setmana Tràgica de Barcelona de 1909 i es lamentà del paper de la maçoneria en l'organització dels aldarulls.
El 1897 aconseguí la recuperació de la categoria universitària per al Seminari Pontifici de Tarragona que passa a ser de nou Universitat Pontifícia, amb les facultats de Teologia, Dret canònic i Filosofia.
El 1899, l'arquebisbe Costa administrà els ordes sacerdotals a mossèn Francesc d'Assís Vidal i Barraquer que, amb el temps esdevindria el seu home de confiança. El 1900, Vidal fou nomenat vicari general i anà fent-se càrrec de més responsabilitats atesa l'avançada edat de Costa i la precarietat de la seva salut. El doctor Costa i Fornaguera morí a Tarragona el 9 d'octubre de 1911 i fou enterrat a la capella de Santa Tecla de la Catedral.